# Німан (річка)
Німан — річка в Україні, в Олевському районі Житомирської області. Ліва притока Кам'янки (басейн Прип'яті).

## Опис
Довжина річки приблизно 8,3 км.

## Розташування
Бере початок на північному заході від Лісового. Тече переважно на північний схід і в селі Кам'янці впадає у річку Кам'янку, ліву притоку Уборті.